# 帕爾加
帕爾加（希臘語：Πάργα，[ˈpaɾɣa]），是希腊伊庇鲁斯大区普雷韦扎专区的市镇，行政中心为卡纳拉基翁镇。市镇面积为274.8平方公里，2021年人口数量为10,762人。
现今范围的市镇设立于2011年地方政府改革中，由原帕尔加和法纳里两市镇合并而成，原市镇则成为此市镇的两个市区。帕尔加市区（即原帕尔加市镇）的面积为68.903平方公里，2021年人口数量为3,819人。帕爾加镇位於伊奥尼亚海沿岸的普雷韋扎和伊古迈尼察兩城之間，是一座以當地自然風光而聞名的度假小鎮。

## 人口数据
| 年份 | 同名城镇 | 同名市区 | 整个市镇 |
| ---- | -------- | -------- | -------- |
| 1981 | 1,892    | -        | -        |
| 1991 | 1,699    | 3,569    | -        |
| 2001 | 2,432    | 4,033    | -        |
| 2011 | 2,415    | 3,904    | 11,866   |
| 2021 | 2,489    | 3,819    | 10,762   |